# Le Quesnoy
Le Quesnoy (Nederlands: Kiezenet) is een gemeente in het Franse Noorderdepartement (regio Hauts-de-France). De plaats maakt deel uit van het arrondissement Avesnes-sur-Helpe. Le Quesnoy telde op 1 januari 2022 4.859 inwoners.
De stad kent een intacte stadsomwalling uit de 17e eeuw.

## Geografie
De oppervlakte van Le Quesnoy bedroeg op 1 januari 2022 14,23 vierkante kilometer; de bevolkingsdichtheid was toen 341,5 inwoners per km².

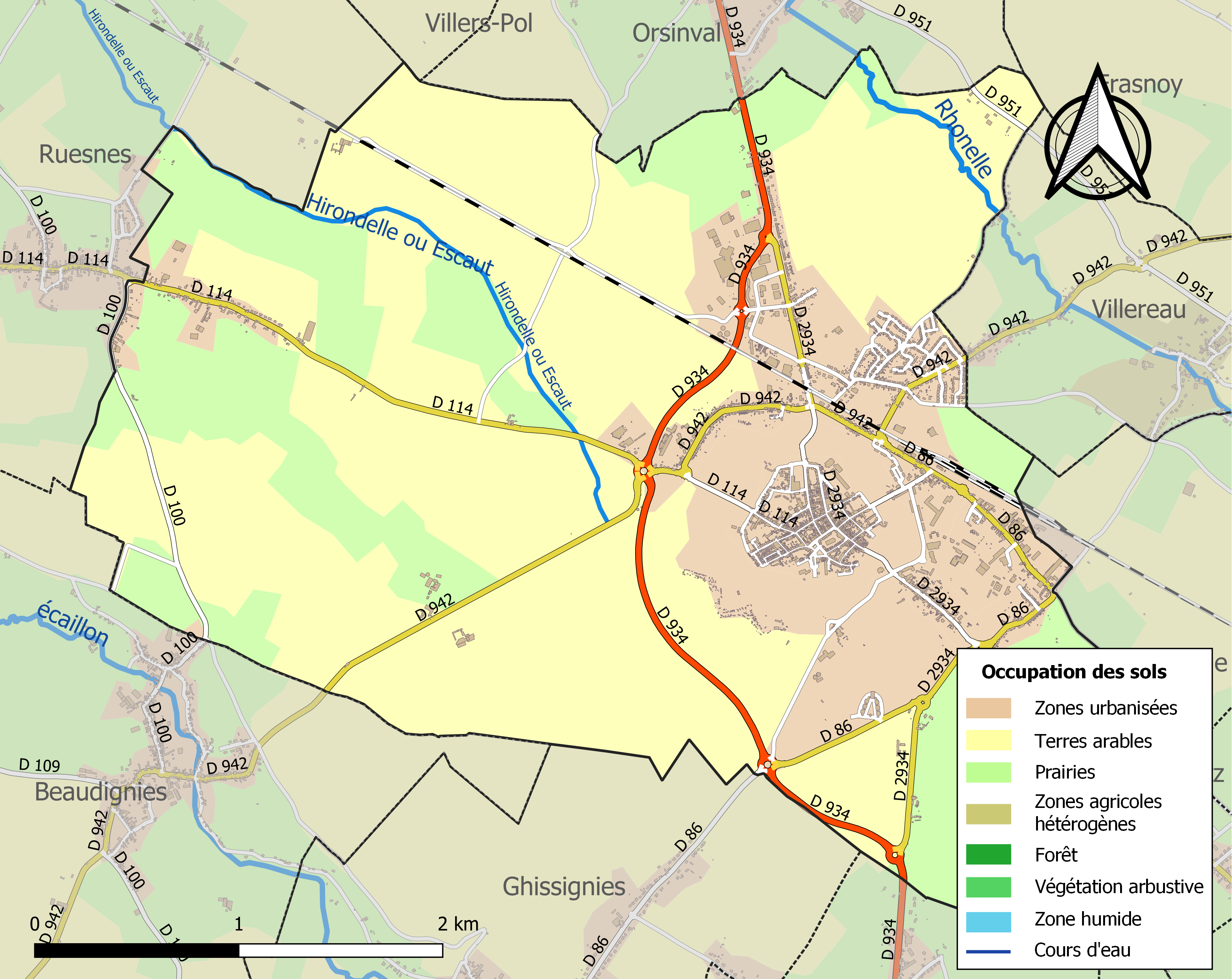
Kaart van de gemeente met belangrijkste infrastructuur, bodemgebruik en omliggende gemeenten

## Geschiedenis

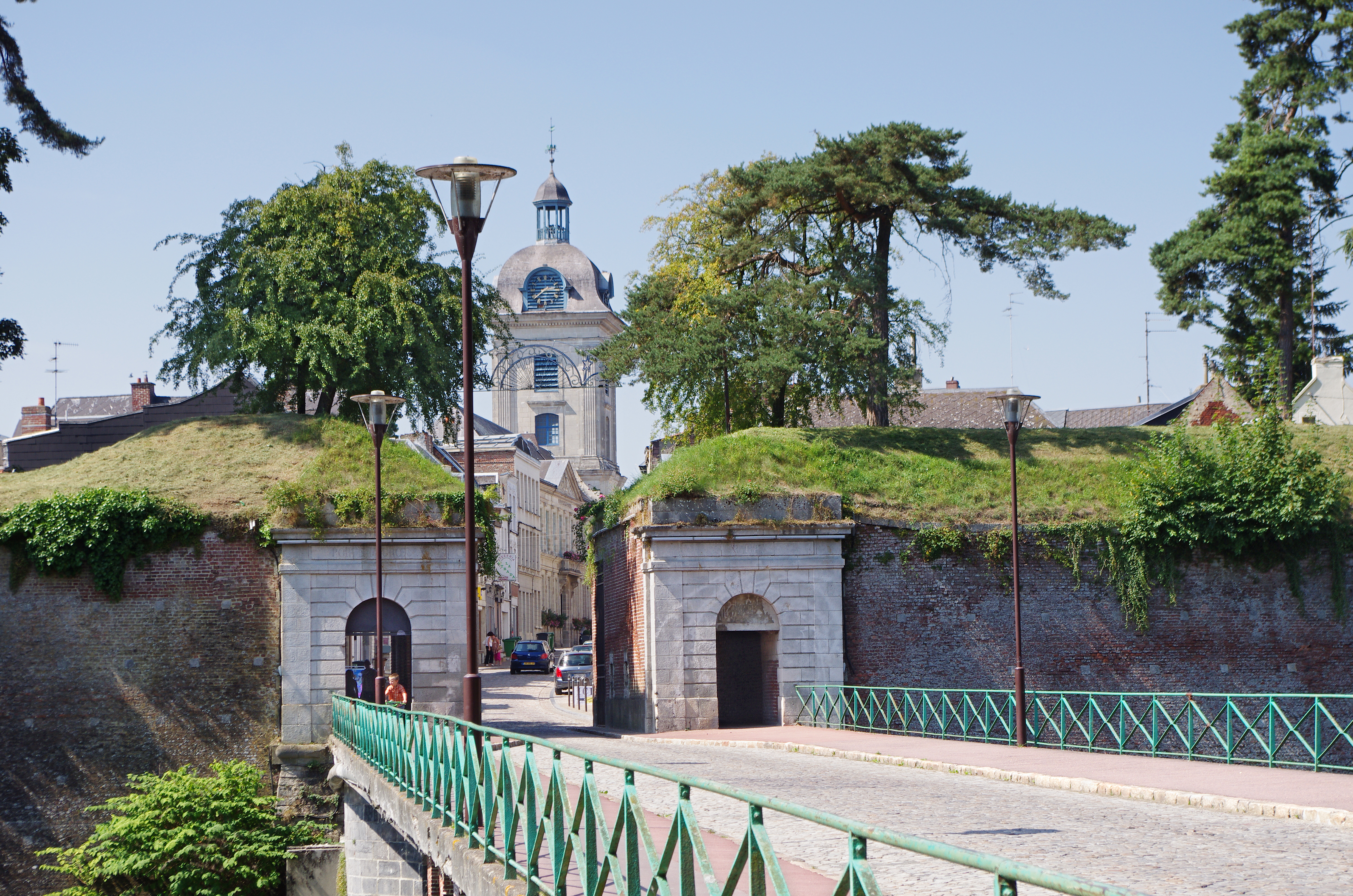
Porte Fauroeulx in de omwallingen
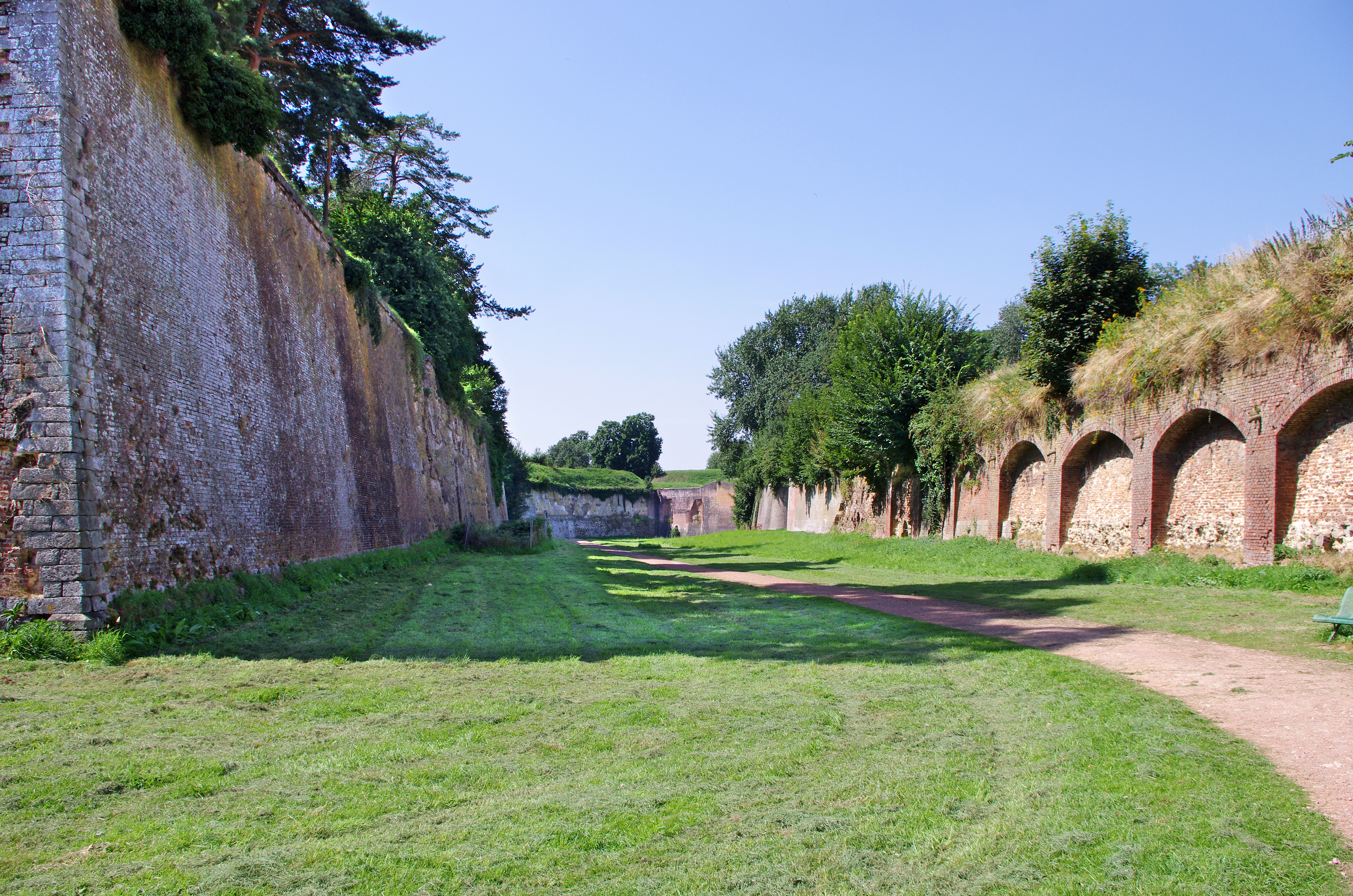
De vesting
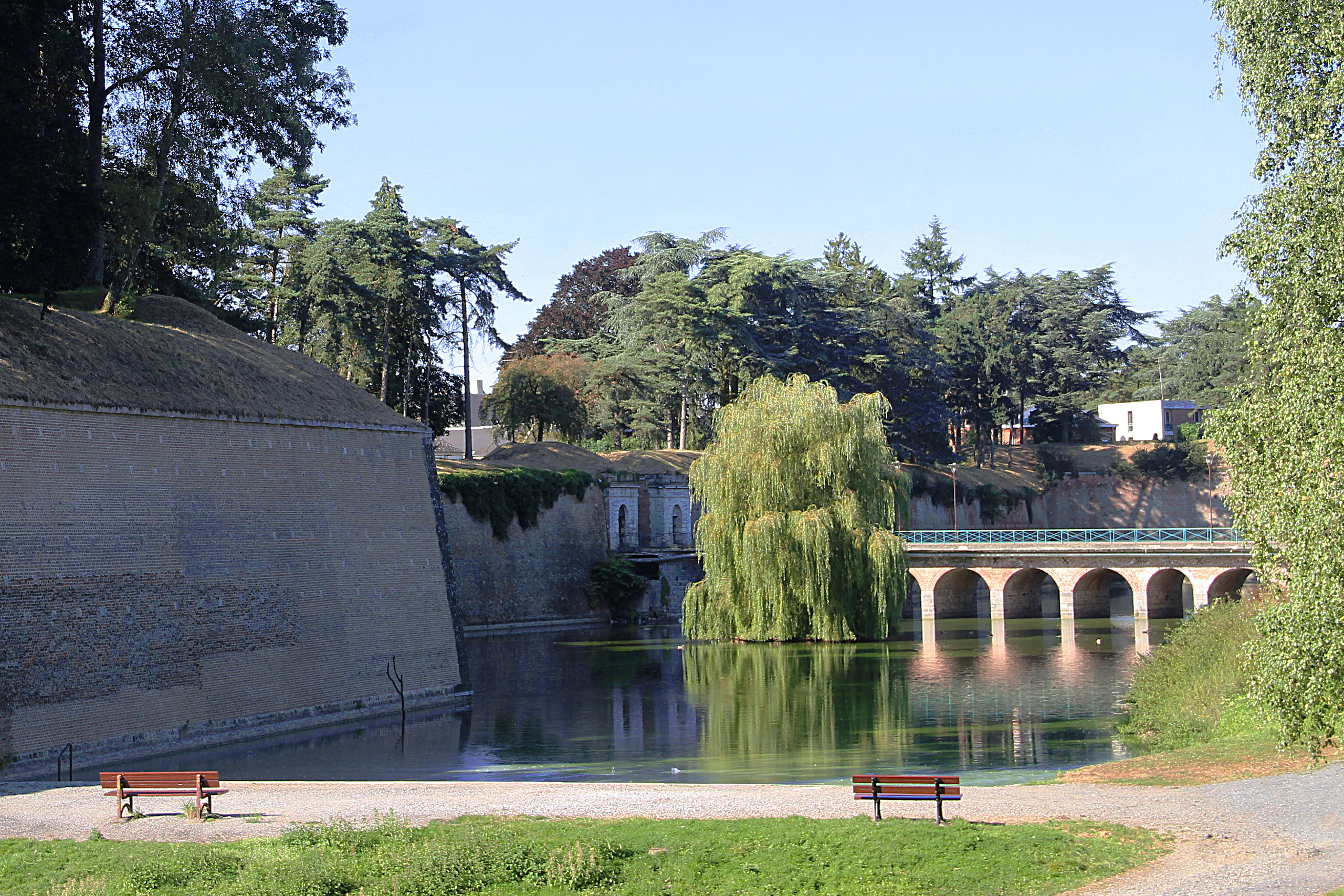
De omwallingen

Le Quesnoy ontstond op een lichte verhevenheid tussen de Rhonelle en de Écaillon, twee zijriviertjes van de Schelde. De naam komt van het Latijn cassanetum (plek met eiken). Het was een van de goede steden van het graafschap Henegouwen, sinds de 12e eeuw omwald met een muur en een gracht. Het Kasteel van Le Quesnoy, gebouwd rond 1160 door Boudewijn IV van Henegouwen, werd de voornaamste verblijfplaats van de graven van Henegouwen. Margaretha van Bourgondië en haar dochter Jacoba van Beieren (die er in 1401 werd geboren) verbleven er vaak, ook keizer Karel V deed een Blijde Inkomst in de stad. In Le Quesnoy werd vanouds Picardisch gesproken, maar de plaats kreeg soms ook de Vlaamse naam Kesenet of Kiezenet, naar analogie met Quesnoy-sur-Deûle. 
In 1659 werd de stad ingenomen door de Fransen onder aanvoering van Turenne. Om de noordelijke grens tegen de Spaanse Nederlanden te beschermen bouwde Vauban een nog grotere omwalling met acht bolwerken, die nog steeds te bezichtigen is. De vestingstad bleek niet bestand tegen de belegering door de geallieerden in 1712. Met Hollandse en Duitse troepen veroverde Fagel de vesting in zes dagen. Commandant De la Badie werd in de Bastille opgesloten voor de middelmatige verdediging, maar hij kwam vrij toen de Fransen onder Villars Le Quesnoy in zeven dagen terugnamen op de Oostenrijkers. Men besefte dat de bolwerken niet zo sterk waren als gedacht en er volgden grote uitbreidingswerken.
Op 28 juni 1815 werd Le Quesnoy in de nasleep van de strijd tegen Napoleon Bonaparte veroverd door de Indische Brigade onder Carl Heinrich Wilhelm Anthing. In 1901 verloor Le Quesnoy haar status als vestingstad en er werd toelating verleend om de omwalling te slechten. Maar bij gebrek aan fondsen hiervoor bleef de omwalling intact. In 1918 werd de stad veroverd op de Duitse bezetter door Nieuw-Zeelandse troepen, die hierbij gebruik maakten van ladders om de wallen te beklimmen. Verschillende straatnamen in de stad herinneren hier nog aan.

### Britse oorlogsbegraafplaats
Op de gemeentelijke begraafplaats ligt een perk met Britse gesneuvelden uit de Eerste Wereldoorlog, bij de Commonwealth War Graves Commission geregisteerd onder Le Quesnoy Communal Cemetery. Ernaast ligt een uitbreiding (Extentsion) eveneens met Britse gesneuvelden, geregistreerd bij de CWGC onder Le Quesnoy Communal Cemetery Extension. 

## Demografie
Onderstaande figuur toont het verloop van het inwonertal (bron: INSEE-tellingen).

## Geboren
- Jan VI van Beieren (ca. 1374-1425), hertog van Beieren-Straubing en bisschop van Luik
- Jacoba van Beieren (1401-1436), gravin van Holland en Zeeland en hertogin van Beieren
- Filips van Kleef (1459-1528), heer van Ravenstein, Wijnendale en Edingen
- Hiëronymus Duquesnoy de Oudere (vóór 1570-1641), Zuid-Nederlands beeldhouwer
- Olivier Bonnaire (1983), Frans wielrenner
- Florent Stevance (1988), Frans voetballer

## Overleden
- Willem V van Holland (1330-1389), graaf van Holland en Zeeland
- Margaretha van Beieren (1311-1356), gravin van Holland en Zeeland, en van Henegouwen
- Willem van Horne (1550-1580), heer van Geldrop (onthoofd)

## Stedenband
- Cambridge in Nieuw-Zeeland
- Dej in Roemenië
- Morlanwelz in België
- Ratingen in Duitsland